# Ophioderma (slangster)
Ophioderma is een geslacht van slangsterren en het typegeslacht van de familie Ophiodermatidae. De wetenschappelijke naam van het geslacht werd in 1840 voorgesteld door Johannes Peter Müller en Franz Hermann Troschel. Bij publicatie plaatsten ze twee soorten in het geslacht: Ophiura lacertosa Lamarck, 1801 (nu formeel beschouwd als een synoniem van Ophiura ophiura, maar door Lamarck bedoeld als Ophioderma longicauda), en Ophioderma pectinatum Müller & Troschel, 1840, gebaseerd op een plaat van Albertus Seba. De enige soort die ze met de geslachtsnaam combineerden kreeg een naam met een onzijdige uitgang (pectinatus is een bijvoeglijk naamwoord en betekent "gekamd"). Het grammaticaal geslacht van "derma" is inderdaad onzijdig. In de praktijk werd "Ophioderma" door veel auteurs echter als een vrouwelijk woord opgevat. In 1980 bepaalde de International Commission on Zoological Nomenclature in Opinion 1152 dat het grammaticaal geslacht van Ophioderma voortaan vrouwelijk was. In 1915 selecteerde Hubert Lyman Clark Asterias longicauda als de typesoort.

## Soorten
- Ophioderma anitae Hotchkiss, 1982
- Ophioderma appressa (Say, 1825)
- Ophioderma besnardi Tommasi, 1970
- Ophioderma bonaudoae Martinez & Del Rio, 2008 †
- Ophioderma brevicauda Lütken, 1856
- Ophioderma brevispina (Say, 1825)
- Ophioderma cinerea Müller & Troschel, 1842
- Ophioderma delsatei Thuy, 2005 †
- Ophioderma dentata Kutscher, 1988 †
- Ophioderma devaneyi Hendler & Miller, 1984
- Ophioderma divae Tommasi, 1971
- Ophioderma elaps Lütken, 1856
- Ophioderma ensifera Hendler & Miller, 1984
- Ophioderma guttata Lütken, 1859
- Ophioderma hauchecorni Eck, 1872 †
- Ophioderma holmesii (Lyman, 1860)
- Ophioderma januarii Lütken, 1856
- Ophioderma longicauda (Bruzelius, 1805)
- Ophioderma pallida (Verrill, 1899)
- Ophioderma panamensis Lütken, 1859
- Ophioderma pentacantha H.L. Clark, 1917
- Ophioderma peruana Pineda-Enriquez, Solis-Marin, Hooker & Laguarda-Figueras, 2013
- Ophioderma phoenia H.L. Clark, 1918
- Ophioderma propinqua Koehler, 1895
- Ophioderma radiatum Kutscher & Jagt, 2000 †
- Ophioderma rubicunda Lütken, 1856
- Ophioderma sodipallaresi Caso, 1986
- Ophioderma spectabilis Hess, 1966 †
- Ophioderma squamosissima Lütken, 1856
- Ophioderma substriatum (Rasmussen, 1950) †
- Ophioderma tenuibrachiata Forbes, 1843 †
- Ophioderma teres (Lyman, 1860)
- Ophioderma tongana (Lütken, 1872)
- Ophioderma vansyoci Hendler, 1996
- Ophioderma variegata Lütken, 1856
- Ophioderma wahlbergii Müller & Troschel, 1842
- Ophioderma waliabadensis Kristan-Tollmann, Tollmann & Hamedani, 1979 †